# 1321 Маюба
1321 Маюба (1321 Majuba) — астероїд головного поясу, відкритий 7 травня 1934 року.
Тіссеранів параметр щодо Юпітера — 3,230.